# Mocis proverai
Mocis frugalis is een nachtvlinder uit de familie van de spinneruilen (Erebidae). De soort komt voor in Afrika en op het Arabisch schiereiland. De voorvleugellengte is tussen 18 en 21 millimeter. De waardplanten zijn soorten uit de grassenfamilie, zoals suikerriet en haver. Het insect kan zich tot plaag ontwikkelen.
In een recente publicatie is de soort van Mocis frugalis, die voorkomt in Azië en Australië afgesplitst. De twee soorten zijn met microscopisch onderzoek aan de genitaliën van elkaar te onderscheiden.